# Viale Carducci
Il viale Carducci è una delle principali arterie stradali di Livorno, che unisce piazza Dante, con la Stazione di Livorno Centrale, alla piazza del Cisternone.

## Storia

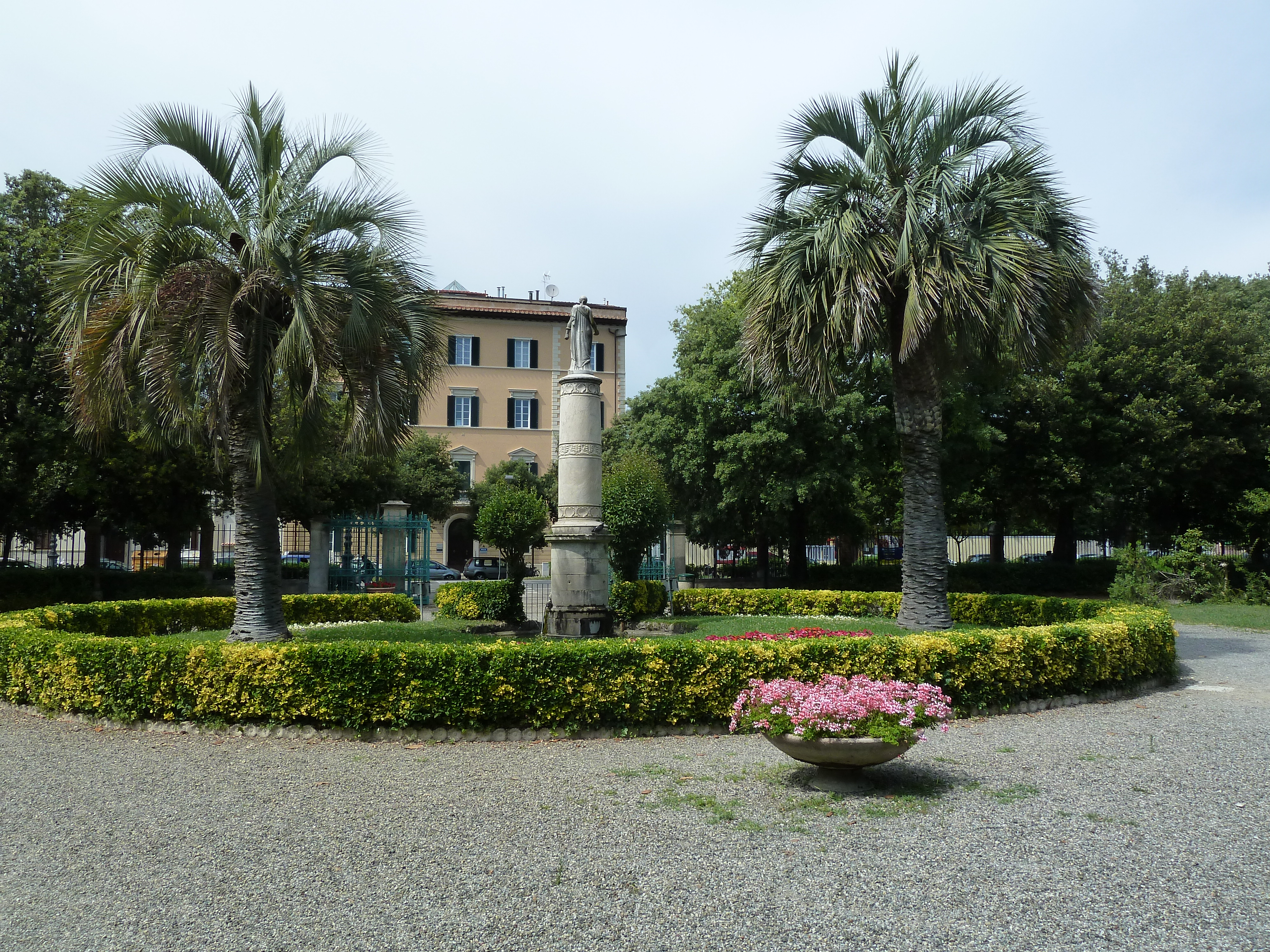
Il Parterre, prospiciente il viale Carducci

Il viale fu realizzato su progetto originale di Pasquale Poccianti nell'ambito della passeggiata che dal Cisternone proseguiva verso le sorgenti dell'acquedotto di Colognole.
Un primo progetto di una passeggiata alberata, alla cui utilità aveva pensato alcuni decenni prima anche Giuseppe Salvetti, risale al 1817, sebbene alcuni lavori fossero stati eseguiti già nel 1810: la passeggiata era divisa in tre corsie (quello centrale per le carrozze e quelli laterali per i pedoni), con quattro filari di alberi, riprendendo, solo in parte, il percorso della via dei vecchi condotti medicei di Limone.
Un ulteriore progetto del Poccianti risale al 1829, due anni dopo la stesura del piano generale dei lavori per il completamento dell'acquedotto lorenese. Nelle intenzioni del progettista, alla passeggiata era affidato non soltanto il compito di ombreggiare le condotte, ma anche quello di condurre il visitatore alla scoperta della grande macchina dell'acquedotto, con i suoi viadotti, le gallerie e i tempietti di ispezione, fino alle sorgenti.
Frattanto, nel 1842, le autorità approvarono la proposta di trasformazione dei terreni privati situati a lato del Cisternone, mentre nel 1854, sul fianco est del monumentale serbatoio, il comune realizzò un giardino pubblico (oggi Parco Pertini).
Il viale, diviso a metà a causa della costruzione delle Mura Leopoldine nel 1835, tornò all'estensione originaria dopo l'unità d'Italia, quando sul suo asse fu aperta la barriera Vittorio Emanuele (scomparsa all'inizio del Novecento con la distruzione di buona parte delle mura). 

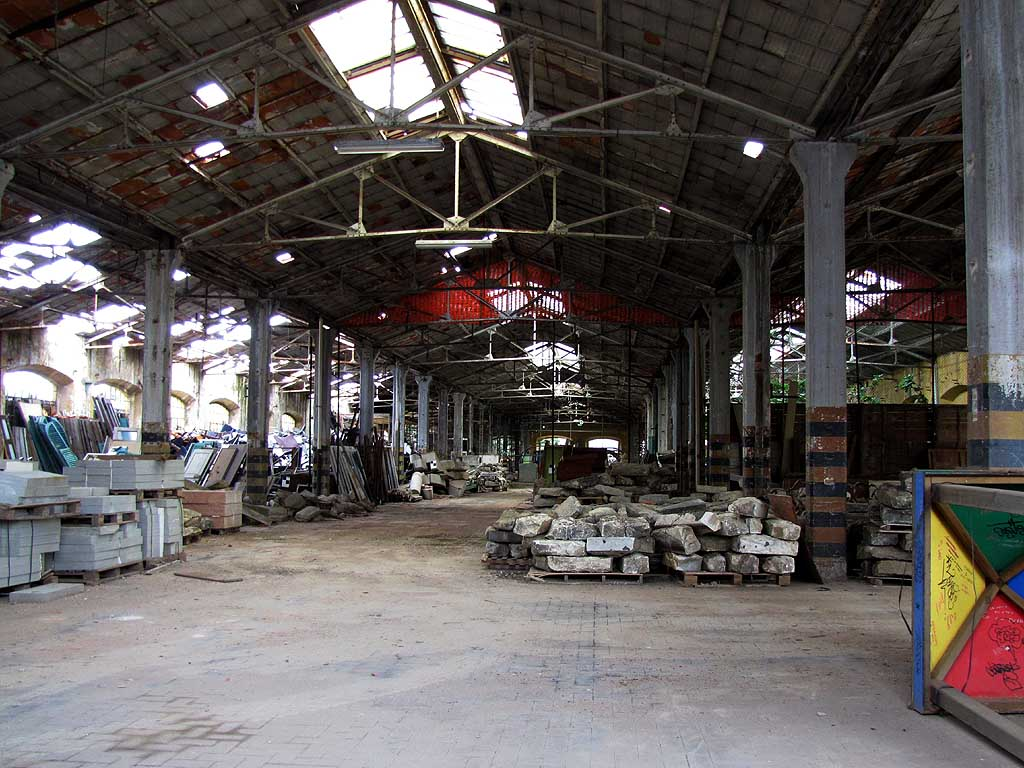
Area ex Pirelli, in degrado

All'inizio del Novecento, alcune trasformazioni di rilievo interessarono la zona posta al termine del primo rettifilo della passeggiata, dove il ritrovamento di alcune polle di acqua curativa determinò la costruzione dello stabilimento termale Acque della Salute.
Di lì a poco, nel 1910, nei pressi dello stabilimento fu inaugurata la stazione ferroviaria, mentre nelle aree limitrofe fu innalzato un quartiere di case popolari.
Nel medesimo periodo un ampio lotto di terreno situato a margine del Parterre fu occupato dal complesso industriale della Società Italiana Conduttori Elettrici, che dopo vari passaggi di proprietà rimase attivo fino ai primissimi anni ottanta (area ex Pirelli).

## Denominazioni della strada
Il viale, intitolato al poeta Giosuè Carducci, si estende per oltre mille metri e costituisce il primo tratto della passeggiata degli acquedotti; corrisponde al rettifilo alberato che dalla stazione ferroviaria prosegue ad ovest verso il Cisternone.
Sul medesimo asse si inserisce la via de Larderel (con il palazzo omonimo), che collega il monumentale serbatoio a piazza della Repubblica e al Cisternino di città, terminale del sistema dell'acquedotto di Colognole mai entrato in funzione.
Dalla stazione, proseguendo verso est, la passeggiata assume la denominazione di viale degli Acquedotti e confluisce quindi nella via delle Sorgenti, strada che prosegue verso il comune di Collesalvetti.
In origine tutto il tratto iniziale della passeggiata era noto come viale degli Acquedotti; dal 1902 al 1927, prima dell'attuale denominazione, il tratto tra il Cisternone e la barriera Vittorio Emanuele era noto come viale Emilio Zola, mentre quello tra la barriera e la piazza della Stazione Centrale fu intitolato a Giosuè Carducci dopo la morte dello stesso poeta.